# Phú Thủy (phường)
Phú Thủy là một phường của tỉnh Lâm Đồng, Việt Nam. 
Phường này là một trong những phường rộng lớn nhất và đông dân nhất của thành phố Phan Thiết cũ.
Trong địa phận của phường có nhiều cơ quan hành chính cấp tỉnh Bình Thuận và thành phố Phan Thiết như: Sở Công Thương, Sở Nông nghiệp và Phát triển Nông thôn, Sở Giao thông - Vận tải, Sở Tài nguyên và Môi trường, Cục Thủy sản, Đài truyền hình; 3 trường Trung học Phổ thông lớn nhất Bình Thuận là: Trường Trung học phổ thông Phan Bội Châu, Trường Trung học phổ thông Phan Chu Trinh, Trường Trung học phổ thông chuyên Trần Hưng Đạo.

## Địa lý
Phường Phú Thủy có vị trí địa lý:
- Phía Bắc giáp phường Hàm Thắng
- Phía Nam giáp biển Đông
- Phía Đông giáp phường Mũi Né
- Phía Tây giáp phường Phan Thiết

Phường có diện tích 17,31 km², dân số năm 2025 là 54.049 người, mật độ dân số đạt 3.122 người/km².

## Lịch sử
Ngày 19 tháng 12 năm 2019, Hội đồng Nhân dân tỉnh Bình Thuận ban hành Nghị quyết 96/NQ-HĐND về việc sáp nhập khu phố 8 và khu phố 9 thành khu phố 8.
Ngày 16 tháng 6 năm 2025, Ủy ban Thường vụ Quốc hội ban hành Nghị quyết số 1671/NQ-UBTVQH15 về việc sắp xếp các đơn vị hành chính cấp xã của tỉnh Lâm Đồng năm 2025 (có hiệu lực từ ngày 16 tháng 6 năm 2025). Trong đó, hợp nhất các phường Thanh Hải và Phú Hài vào phường Phú Thủy.